# Leliegracht (schip, 1987)
Leliegracht is de oude, Nederlandse naam van een vrachtschip. De eerste eigenaar was bevrachtingskantoor Spliethoff, de thuishaven van dit schip was Amsterdam. Daarna is het van eigenaar en naam veranderd, eerst Antigoni, tegenwoordig heet het Margarita en vaart het onder de vlag van Venezuela.
Op het schip staan twee kranen die elk 50 ton kunnen hijsen. Het is gebouwd eind jaren '80. Nog in Nederlandse dienst had de Leliegracht heeft drie voorgangers met dezelfde naam: de Leliegracht uit 1956, de Leliegracht uit 1967 en de Leliegracht uit 1976.